# 沙河 (颍河)
沙河位于中国河南省中部，是颍河的最大支流。其中自源头至北汝河汇入处，古称“滍水”；北汝河汇入起，为古代汝水的一部分；从漯河市区到汇入颍河，为元朝至正年间汝河改道后的河道，基本上是古代大濦水 。明朝嘉靖年间始称沙河，全长325公里，流域面积12600平方公里。
20世纪90年代，经综合考证确认沙河主源为发源于河南省鲁山县西部尧山镇石人山石人山主峰主峰东麓的玉皇庙河，玉皇庙河东流16公里至尧山镇北汇北源没大岭河后即称沙河。沙河东流至襄城县和舞阳县交界处汇北汝河，到周口市入颍河。
沙河流域在京广铁路以西为山丘，以东则为黄淮平原，中间过渡带很短。流域年降水量变化梯度大，由南向北逐渐递减。全流域多年降水量为600~900毫米，年际变化大，年内分配不均。流域内水旱灾害频繁。